# صفر، حمص
صفر (به عربی: صفر) یک روستا در سوریه است که در استان حمص واقع شده‌است. صفر ۷۱۲ نفر جمعیت دارد.